# Diario Siete
Diario Siete fue un periódico chileno nacido el 21 de enero de 2005. Era editado por Eprensa —editores también de la desaparecida revista Siete + 7— y el consorcio Copesa. La ideología del periódico se definió como de centroizquierda, cercana a la Concertación, pero independiente tanto del gobierno como de los partidos políticos. Su directora fue la periodista Mónica González Mujica.
Desde su comienzo, el Diario Siete sufrió diversos problemas con la falta de avisos publicitarios, lo cual le produjo cuantiosas pérdidas. En 2006 los trabajadores del diario iniciaron una huelga, exigiendo mejores condiciones laborales, lo que terminó con el cierre del periódico, el 9 de junio de ese año.